# Kloster Bolton
Kloster Bolton (lat. Abbatia Beatae Mariae de Bolton; engl. Bolton Abbey (Cistercian); irisch Mainistir Bhóltain) ist eine irische Trappistenabtei in Moone, Athy, County Kildare, Erzbistum Dublin.

## Geschichte
Kloster Roscrea gründete 1965 südwestlich Dublin das Kloster Bolton Abbey, das 1977 zur Abtei erhoben wurde. Es ist nicht zu verwechseln mit der Klosterruine Bolton Abbey in Yorkshire.
Obere und Äbte:
- Ambrose Farrington (1965–1974)
- Benedict Kearns (1974–1994)
- Ambrose Farrington (1994–2000)
- Eoin de Bhaldraithe (2000–2006)
- Peter Garvey (2006–2012)
- Michael Ryan (2012–2018)